# 美國駐亞美尼亞大使館
美國駐亞美尼亞大使館（英语：Embassy of the United States, Yerevan）是美国在亞美尼亞的最高外交代表机构，它位於葉里溫-瓦加爾沙帕特高速公路沿線，毗鄰埃里溫湖。佔地90,469平方米（22英畝）的該地塊於2005年竣工，目前是美國大使館建設面積第二大的地塊，僅次於美國駐伊拉克大使館的地塊。